# あたしンち
『あたしンち』（Atashin’chi）は、けらえいこによる日本の漫画、およびそれを原作としたテレビアニメ作品。

## 概要
1994年6月5日、読売新聞日曜版にて連載開始。2002年1月6日から2006年3月19日までは隔週連載、それ以降は毎週連載となった。基本的に、等しいサイズの長方形23コマで構成された一話完結形式である。1995年にメディアファクトリーよりコミックス化、全21巻。1996年には文藝春秋漫画賞を受賞。2002年にテレビ朝日でテレビアニメ化、2003年にアニメ映画化、2010年には3Dアニメ映画化される。2012年3月11日に読売新聞日曜版での連載が終了したが、その後2019年12月23日より掲載誌を『AERA』に変更して連載が再開され、単行本は『あたしンちSUPER』と題して2021年より刊行されている。2016年1月時点で累計部数は1200万部を記録している。
物語は、よくも悪くも大雑把で節約志向の母、無口でマイペースな父、地味でオクテであり少しドジな高校生のみかん（あたし）、シャイで恋などには疎いが、ナイーブで理論派、堅実な性格の中学生の弟ユズヒコ（愛称：ユズピ、ユーちゃん）で構成された「タチバナ家」を中心に展開されている。他にも個性的なたくさんのキャラクターが活き活きと描かれている。話は連載開始直後はみかんと母をメインとした家族中心であった。しかし、連載が続くにつれて家族それぞれの人間関係が織りなすエピソードも描かれるようになっていった。
アニメ作品での物語の舞台は西東京市田無であり、一家は5階建てマンション3LDKに居住という設定である。最寄り駅である田無駅をはじめ、西武新宿線や西武バス、関東バス、スカイタワー西東京（田無タワー）などが作中でも忠実に再現されている。
原作単行本は中国語や朝鮮語に翻訳出版されているほか、テレビアニメは韓国・台湾・香港・インドネシア・マレーシア・インドでも放送されている。
2003年10月、本作の母が経済産業省「3R推進月間キャンペーン」のポスターキャラクターに起用された。
アニメ第1期最終回前日の2009年9月18日に、「あたしンちWEB公式サイト」（運営はメディアファクトリー）が立ち上がり、現在も『あたしンち』の企画や製作が続けられている。2015年1月30日リニューアルオープン。
他にも、第一三共株式会社が製作した『あたしンちの健康』というFlashアニメが配信された。これは、『あたしンち』を舞台にした生活習慣病の誤解を解決する目的で製作された（2012年終了）。
2010年11月13日から3D映画として再び映画化されることが決定し、同年6月24日から公式サイトが公開された。
2011年4月6日の読売新聞朝刊でコボちゃんの小学校入学を記念し『コボちゃん』とのコラボレーション漫画『コボちゃンち』が掲載された。
2012年3月11日をもって日曜版での連載を終了、17年弱の歴史に幕を閉じた。終了後の2週（18日、25日）は作者へのインタビューが掲載された。
2015年10月から2016年4月まで半年間、アニマックスにて完全新作となるアニメ『新あたしンち』が放送、BS朝日でも2020年12月から2021年3
月に放送された。
2019年12月、初の傑作選となる『あたしンちベスト』が朝日新聞出版から発行されることが発表、併せて同書特設サイトにて2020年から再開される新作が『AERA』で連載されることが発表された。移籍に伴い、商標はKADOKAWAからシンエイ動画に譲渡された。2020年2月上旬からは作品配信サイト「note」でも掲載されることも告知されている。
2020年5月、『あたしンち』公式YouTubeチャンネルを開設した。15日からアニメ作品が期間限定で順次無料公開されている。2021年7月6日より公式YouTubeチャンネルにてムービーコミックの配信が開始。

## 書誌情報

### 単行本
- けらえいこ 『あたしンち』 KADOKAWA / メディアファクトリー、全21巻
  1. 1995年4月26日発売[9]、ISBN 4-88991-346-7
  2. 1996年5月20日発売[10]、ISBN 4-88991-380-7
  3. 1997年5月10日発売[11]、ISBN 4-88991-428-5
  4. 1998年6月24日発売[12]、ISBN 4-88991-573-7
  5. 1999年8月25日発売[13]、ISBN 4-88991-864-7
  6. 2000年7月7日発売[14]、ISBN 4-8401-0080-2
  7. 2001年7月13日発売[15]、ISBN 4-8401-0308-9
  8. 2002年10月4日発売[16]、ISBN 4-8401-0614-2
  9. 2003年10月31日発売[17]、ISBN 4-8401-0882-X
  10. 2004年10月22日発売[18]、ISBN 4-8401-1141-3
  11. 2005年11月4日発売[19]、ISBN 4-8401-1420-X
  12. 2006年11月2日発売[20]、ISBN 4-8401-1714-4
  13. 2007年11月16日発売[21]、ISBN 978-4-8401-2066-1
  14. 2008年10月31日発売[22]、ISBN 978-4-8401-2444-7
  15. 2009年9月18日発売[23]、ISBN 978-4-8401-2896-4
    - 「限定版」同日発売[24]、ISBN 978-4-8401-2897-1

  16. 2010年10月29日発売[25]、ISBN 978-4-8401-3520-7
    - 「限定版」同日発売[26]、ISBN 978-4-8401-3521-4

  17. 2011年9月22日発売[27]、ISBN 978-4-8401-4233-5
    - 「限定版」同日発売[28]、ISBN 978-4-8401-4234-2

  18. 2012年12月14日発売[29]、ISBN 978-4-8401-4886-3
    - 「限定版」同日発売[30]、ISBN 978-4-8401-4887-0

  19. 2013年11月8日発売[31]、ISBN 978-4-04-066062-2
    - 「限定版」同日発売[32]、ISBN 978-4-04-066063-9

  20. 2014年11月21日発売[33]、ISBN 978-4-04-067106-2
    - 「限定版」同日発売[34]、ISBN 978-4-04-067107-9

  21. 2015年10月2日発売[35]、ISBN 978-4-04-067915-0
    - 「限定版」同日発売[36]、ISBN 978-4-04-067916-7
- けらえいこ 『あたしンちSUPER』 朝日新聞出版、既刊3巻（2024年10月18日現在）
  1. 2021年11月5日発売[37]、ISBN 978-4-02-251790-6
  2. 2023年2月21日発売[38]、ISBN 978-4-02-251888-0
  3. 2024年10月18日発売[39]、ISBN 978-4-02-251994-8

### ベスト版
- けらえいこ 『あたしンちベスト[注 3]』 朝日新聞出版、全10巻
  1. 「母じょうねつ編」2019年12月20日発売[40]、ISBN 978-4-02-251651-0
  2. 「みかん青春編」2019年12月20日発売[41]、ISBN 978-4-02-251652-7
  3. 「父の愛情編」2020年1月20日発売[42]、ISBN 978-4-02-251653-4
  4. 「ユズヒコ友情編」2020年1月20日発売[43]、ISBN 978-4-02-251654-1
  5. 「人生のコツ編」2020年1月20日発売[44]、ISBN 978-4-02-251655-8
  6. 「伝説の母」2021年1月14日発売[45]、ISBN 978-4-02-251726-5
  7. 「ごはんですよー」2021年1月14日発売[46]、ISBN 978-4-02-251727-2
  8. 「日常は面白い」2021年2月19日発売[47]、ISBN 978-4-02-251728-9
  9. 「あの人に会いたい」2021年2月19日発売[48]、ISBN 978-4-02-251729-6
  10. 「最高の思い出」2021年2月19日発売[49]、ISBN 978-4-02-251730-2

### 関連書籍
- 『ためして あたしンち』2008年8月8日発売[50]、ISBN 978-4-8401-2390-7
- 『あたしンち公式ファンブック』2010年3月5日発売[51]、ISBN 978-4-8401-3233-6
- 『アニメあたしンち』全10巻
  1. 「タチバナ家方面、今日も晴れ!」2009年12月18日発売[52]、ISBN 978-4-8401-3121-6
  2. 「情熱の赤い母、そして是が非〜♪」2009年7月16日発売[53]、ISBN 978-4-8401-3460-6
  3. 「やぁ!やぁ!やぁ!タチバナ家がやってきた♪」2011年3月18日発売[54]、ISBN 978-4-8401-3865-9
  4. 「劇場版 母がみかんに、みかんが母に」2011年7月15日発売[55]、ISBN 978-4-8401-3983-0
  5. 「一万円ポッキリバス旅行で大騒動♪」2011年12月16日発売[56]、ISBN 978-4-8401-4323-3
  6. 「タチバナ家、健康ランドでツルーン」2012年3月16日発売[57]、ISBN 978-4-8401-4540-4
  7. 「劇場版3D 情熱のちょ〜超能力♪ 母、大暴走!」2012年5月18日発売[58]、ISBN 978-4-8401-4583-1
  8. 「誰も知らないタチバナ家の秘密」2013年12月20日発売[59]、ISBN 978-4-04-066190-2
  9. 「ユズのこれじゃないパンツ」2014年8月1日発売[60]、ISBN 978-4-04-066937-3
  10. 「タチバナ家だヨ!全員集合!」2015年4月24日発売[61]、ISBN 978-4-04-067622-7
- 『アニメ新あたしンち』全4巻
  1. 「帰って来たタチバナ家♪」2016年6月30日発売[62]、ISBN 978-4-04-068606-6
  2. 「母、オデコ光る!」2016年9月16日発売[63]、ISBN 978-4-04-068644-8
  3. 「母、半身浴!」2016年12月16日発売[64]、ISBN 978-4-04-068645-5
  4. 「恋するみかん」2017年3月2日発売[65]、ISBN 978-4-04-069176-3

### 関連記事
- 黒田健朗 構成「いとおしい　ありふれた日々　あたしンち」『朝日新聞』2024年1月1日

## テレビアニメ

### 第1期
2002年4月19日から2009年9月19日まで、テレビ朝日他で放送。全330回。海外でも韓国・台湾・香港で放送されている（後述）。また、テレビ版放送期間中の2003年12月6日と終了後の2010年11月13日に劇場版が公開された（後述）。
2002年4月から2004年9月までは、『クレヨンしんちゃん』移動後の全国ネット枠の金曜19:30-19:54に、クロスネット局の福井放送とテレビ宮崎を除くテレビ朝日系列24局と、TBS系列のチューリップテレビ（富山県）の計25局で放送されていた。最高視聴率14.7%（初回）、平均視聴率12.5%を記録した。
2004年10月からは『ドスペ!』（単発特番枠）の開始に伴い『クレヨンしんちゃん』が再びこの枠に移動したため、同年10月16日（土曜日）に放送された『クレヨンしんちゃん』とのコラボスペシャルをもって19時枠及び全国ネットでの放送は終了し、翌週の同年10月23日からは土曜11:15-11:39のローカル枠への移動となった。なお、各局の番組編成の事情等により、これと同時に放送が打ち切り終了となった局も多かった。元々、金曜夜の放送終了後は土曜19時枠に移動し、全国ネットを継続する予定としていた（『クレヨンしんちゃん』と放送枠を交換して）。
同年11月6日放送分より字幕放送を実施。2006年4月8日放送分（関東地区）からハイビジョン制作を開始し、サブタイトルアニメーション等も一新された。また、同じく2006年4月からBS朝日で第1話から放送が開始された。
2006年10月7日放送分（関東地区）で放送200回を迎えた。2007年3月には放送5周年を迎え、テレビ朝日がある六本木ヒルズでは放送5周年イベントを開催された。
2009年9月19日放送分（関東地区）・第330回をもって終了し、8年間の放送に終止符を打った。映像ソフト化については、VHS版がリリースされていたが、現在は全巻廃盤となっており、アニメDVD版が販売されている。Blu-ray版はリリースされていない。
| 放送期間                      | 放送時間                           |
| ----------------------------- | ---------------------------------- |
| 2002年4月19日 - 2004年9月24日 | 金曜 19:30 - 19:54（全国ネット枠） |
| 2004年10月23日 - 2005年4月2日 | 土曜 11:15 - 11:39（ローカル枠）   |
| 2005年4月9日 - 2009年9月19日  | 土曜 11:20 - 11:45（ローカル枠）   |
当初の監督は大地丙太郎。しかし、当時のプロデューサーとの意見の違いが原因で第5回をもって自主降板し、一時的に監督が不在となるが、第9回からは大地の師匠であるやすみ哲夫が監督を引き継いだ。
各話の流れは原作に忠実だが、23コマを1話にしようとすると尺が余ってしまう関係で、アニメオリジナルのカットやオチが追加されることが多い。また、原作のその話に登場するキャラクターがアニメ化の際キャラクターが増やされていたり、変更されていることが多い。アニメには珍しい実写の映像などを使ったりした。なお原作の最初期のみかんの部屋と学年が現在と異なっていたが、アニメ版では最初からみかんは高校2年生でユズヒコの部屋の隣という設定にされている。
第1期1話～16話までは原作に忠実に沿った展開で、キャラクターのセリフの間に長い間がたびたびあったり、背景も初期では描かれない（白色）ないし一色で表現され細部は見られないことが多かった。本編中にアイキャッチも多く使われており、その多くは白の背景に七個の点が出る演出、本作のタイトルロゴが出現し、それを進行状況に合わせて異なる人物が一人で読み上げるというものであった。また、おまけの数も多かった。17話以降は背景の描写がなされアイキャッチも本編の各パート終了後のみに変更。2006年頃からは現代の日常生活を描かない番外編が多くなり、中でも複数回放送されたシリーズとしては、母に似た風貌の「マンマタチバナ」を主人公とした料理対決ものや、江戸時代を舞台に立花家の4人が街で起こる事件に立ち向かう話、昭和時代を舞台にした「昭和タチバナ湯ものがたり」などがある。番外編では『あたしンち』本筋の世界と名前や設定が変更されている。

#### 再放送
放送終了後も2024年現在まで長く再放送が行われている。
CSテレ朝チャンネルでは2024年現在まで放送時間を変えながらも再放送が行われているが、本放送時とフォーマットが異なっている。
サイバーエージェントとテレビ朝日が運営しているインターネットテレビ局「ABEMA」の家族アニメ→みんなのアニメチャンネル（現在はファミリーチャンネルに名称変更されている）にて2016年4月11日の本放送開始と同時に再放送を開始したが、オープニングとエンディングは割愛され、本編から放送している。
2022年11月2日から2024年2月15日には千葉テレビで再放送を実施していたが、こちらの再放送では差し替えは行われておらず、注意テロップが表示されるのみである。

#### 最終回までのネット局
テレビ北海道（テレビ東京系列）以外はすべてテレビ朝日系列。
| 放送地域   | 放送局           | 放送終了       | 放送日時                | 備考 |
| ---------- | ---------------- | -------------- | ----------------------- | --- |
| 関東広域圏 | テレビ朝日       | 2009年9月19日  | 土曜 11:20 - 11:45      | 制作局 特番などが組まれ休止することがあった。 |
| 山形県     | 山形テレビ       | 2009年9月25日  | 金曜 16:30 - 16:53      | 2004年10月に一旦打ち切ったが、2005年5月に放送再開。2009年3月までは木曜16:00－16:30に放送していた。またアニメ終了後の2010年12月～2012年8月まで金曜夕方に再放送された。 |
| 近畿広域圏 | 朝日放送         | 2009年9月27日  | 日曜 6:30 - 6:55        | 現：朝日放送テレビ 2006年4月より、土曜6時枠から移動。 テレビ朝日の放送が休止の場合は再放送になることが多く、 再放送とその前週の回は次回予告がカットされてCM枠が15秒 - 30秒長くなる。 エピソードを飛ばさず、最終回まで放送。 |
| 長野県     | 長野朝日放送     | 2009年10月18日 | 日曜 6:35 - 7:00        | 2007年3月までは土曜6:00 - 6:25に放送していたが、 2007年4月より日曜6:35 - 7:00に移動。 |
| 山口県     | 山口朝日放送     | 2009年11月14日 | 土曜 6:00 - 6:25        | 2008年および2009年3月は『ドラえもん』再放送のため休止。 |
| 愛媛県     | 愛媛朝日テレビ   | 2009年11月15日 | 日曜 6:35 - 7:00        | 2009年3月は放送休止。枠移動前は土曜6:50-7:14枠で放送されていた。 |
| 岩手県     | 岩手朝日テレビ   | 2010年3月28日  | 日曜 6:30 - 6:55        | 2004年10月16日のスペシャルをもって一旦終了したが、2007年3月4日より放送再開。 翌112話から1回につき2週分を放送していたが、2008年10月5日放送分から1回につき1週分の放送に変更。 2週分放送の時は枠の都合上終了前の提供バックを省略していたが、1週分放送に変わってからは通常通り放送。 再開当初は字幕放送を実施していたが、2008年2月の放送からは廃止された。 |
| 北海道     | テレビ北海道     | 2010年5月21日  | 月曜 - 金曜 8:00 - 8:30 | 第223話から最終回まで放送。 |
| 日本全域   | テレ朝チャンネル | 2013年8月23日  | 月曜 - 金曜 6:25 - 6:50 | 2011年4月15日までは金曜 8:00 - 8:25、5月16日は月曜 9:30 - 10:00。 5月22日 - 2013年3月31日は日曜 9:30 - 10:00、4月1日から現在の時間。 2013年3月までは日曜 9:30 - 10:00・月曜 19:30 - 20:00。 |

なお、上記のネット局のうち制作局のテレビ朝日のほか、系列局の山形テレビ・長野朝日放送・朝日放送・愛媛朝日テレビの5局は放送終了後、後番組として『ご姉弟物語』を放送した（長野朝日放送は打ち切り、それ以外の局は最終回まで放送）。

#### 途中で放送を終了した局
チューリップテレビ（TBS系列）以外はすべてテレビ朝日系列。BS朝日では第297話の途中で打ち切りとなった。
| 放送地域       | 放送局             | 放送期間                                                                                 | 備考 |
| -------------- | ------------------ | ---------------------------------------------------------------------------------------- | --- |
| 北海道         | 北海道テレビ       | 2002年4月19日 - 2007年3月                                                                | 当初は土曜朝7:30-7:54枠で放送されており、2005年4月より放送時間を30分繰り上げて同曜日で放送継続。219話で終了。 当初は2007年4月以降も日曜朝に放送枠を移動して継続する予定だったが、 テレビ朝日側の都合により終了、『ふたりはプリキュア』の再放送が代用された。 先述の通り、後にテレビ北海道にて残りの話が放送された。 |
| 青森県         | 青森朝日放送       | 2002年4月19日 - 2004年10月16日                                                           | 10月16日のスペシャルで放送終了。 |
| 長崎県         | 長崎文化放送       | 2002年4月19日 - 2004年10月16日                                                           | 10月16日のスペシャルで放送終了。 |
| 熊本県         | 熊本朝日放送       | 2002年4月19日 - 2004年10月16日                                                           | 10月16日のスペシャルで放送終了。 |
| 福島県         | 福島放送           | 2002年4月19日 - 2005年3月                                                                | 130話で放送終了。 |
| 新潟県         | 新潟テレビ21       | 2002年4月19日 - 2005年3月                                                                | 土曜6:05-6:29枠で放送していた。 |
| 中京広域圏     | メ〜テレ           | 2002年4月19日 - 2005年3月                                                                | 130話で定期放送終了。以降は不定期放送となったが、2005年12月を最後に放送されなかった。 |
| 広島県         | 広島ホームテレビ   | 2002年4月19日 - 2005年3月                                                                | 130話で放送終了。 ローカル降格後は放送枠が本来の視聴者層と乖離した深夜2時台となったため定着せず、放送枠移動後半年で打ち切りとなった。 火曜の26:16 - 26:40に放送していた。 |
| 静岡県         | 静岡朝日テレビ     | 2002年4月19日 - 2007年4月1日 2008年4月12日 - 2008年4月19日 2008年10月4日 - 2009年3月28日 | 221話で一旦終了。 その後、2008年4月12日 - 19日には261話と262話が放送され、同年10月4日283話より再開。2009年3月28日304話で再び終了。 |
| 石川県         | 北陸朝日放送       | 2002年4月19日 - 2007年4月15日                                                            | 219話で放送終了。 |
| 香川県・岡山県 | 瀬戸内海放送       | 2002年4月19日 - 2005年4月2日                                                             | 131話で放送終了。 |
| 福岡県         | 九州朝日放送       | 2002年4月19日 - 2005年4月2日                                                             | 130話で放送終了。 |
| 鹿児島県       | 鹿児島放送         | 2002年4月19日 - 2005年9月30日                                                            | 金曜16:35 - 17:00で放送、149話で打ち切り。 最後の放送回での次回予告と後半の提供スペースは差し替えとなったが、ミニコーナーはそのまま放送された。 |
| 宮城県         | 東日本放送         | 2002年4月19日 - 2006年3月                                                                | 164話で終了、末期は休止が続いていた。 |
| 沖縄県         | 琉球朝日放送       | 2002年4月19日 - 2007年3月                                                                | 2004年10月から日曜6:30-6:54枠で放送していた。2007年3月で終了。 |
| 大分県         | 大分朝日放送       | 2002年4月19日 - 2008年4月12日                                                            | 2007年3月24日（第219回）までは唯一の同時ネット局だったが、2007年4月7日より土曜6:00 - 6:25の枠に移動し、 4月7日は第91回（2004年4月23日放送分）、4月14日は第92回（2004年4月30日放送分）の再放送を挟んで、 4月21日から遅れネットとなった。 2008年4月12日の第264回で放送終了､後番組に絶対可憐チルドレンを放送。 |
| 富山県         | チューリップテレビ | 2003年11月7日 - 2004年10月1日                                                            | TBS系列 金曜16:20 - 16:50に放送 |
| 秋田県         | 秋田朝日放送       | 2002年4月19日 - 2007年4月11日 2007年11月14日- 2008年10月11日                             | 第202話（2007年4月11日）で一旦終了し、第246話（2007年11月14日）より再開されたが、 第280話（2008年10月11日）で再び終了。 |
| 日本全域       | BS朝日             | 2006年4月 - 2012年3月28日 2013年1月18日 - 9月20日                                        | 2006年4月放送開始から2007年9月までは19:00 - 19:25、 2007年10月から2008年10月第1週までは18:00 - 18:25に放送していた。 放送開始時は4年遅れだったが地上波がたびたび休止していたのに対し、 こちらでは休止が滅多にない為遅れ日数が少しずつ短縮された。 また、野球中継などがある場合は放送時間を変更して放送。 エンディングまでCMは一切入らず実質17:19:30頃には終了し、17:25まではCMが流れていた。 ただし2010年6月頃からはAパートの最後とBパートの冒頭におまけパートが入るようになってから、間にCMが入るようになった。 2010年9月までは木曜17:00-17:25だったが、10月から水曜日に変更された。 2012年3月28日の第297回以降の放送はされず、2013年1月18日から3月29日まで金曜17:30 - 18:00→同年4月から17:30 - 17:55再放送を設けられたが9月20日の30話で再度終了した。 |

### 海外での放送

#### 韓国
題名『아따맘마（アッタマンマ）』。
朝鮮語版題名は「あたしンち」に語感を似せたもので、特に意味はない。元々は朝鮮語で「あたしんち」という意味の「ウリチブ」とする予定だったが、日本からの要請でこのような題名になった。かつてはトゥーニバースで放送されたことがあったが、2017年7月10日からディズニーチャンネルで放送開始された他、2021年11月5日からDaekyo Kids TVでも放送開始された。
母はハン・エスク、父はオ・ヨンボク、みかんはオ・アリ、ユズヒコはオ・ドンドンとなっている。

#### 台湾
題名『我們這一家』（私たちの家族）
母は花媽、父は花爸、みかんは橘子、ユズヒコは柚子。
台湾で東森綜合台は平日毎日、YOYOTV(旧:東森幼幼台)は毎日何回も放映しているので同じエピソードを繰り返し放映しているが、不動の人気番組となっている。なお、花媽はなまりの強い台湾国語を話し、ときどき台湾語も話す。また初代OP・ED曲の中国語吹き替え版だけで放映されている。

#### 香港
題名は『我們這一家』。
母は花師奶、父は花老爺、みかんは花帶柑、ユズヒコは花帶桔。
無綫電視で放送されていた。

#### スタッフ
- 原作 - けらえいこ（メディアファクトリー刊）
- 企画 - 木村純一 → 太田賢司 → 杉山登（テレビ朝日）、加藤良雄（シンエイ動画）
- キャラクターデザイン・総作画監督[注 11] - 大武正枝
- 美術監督 - 古谷彰、沢登由香 → 松宮由美 → 天水勝 → 松宮由美
- 色彩設計 - 野中幸子
- 撮影監督 - 箭内光一
- 音響監督 - 大熊昭
- 編集 - 小島俊彦、中葉由美子
- シリーズ構成 - 高橋ナツコ（第51回 - ）
- クレイ美術 - 森井ユカ
- クレイ撮影 - 山路和徳
- 音楽 - W・M・W、桜庭統（第10回 - ）、相良まさえ（途中から）
- 音楽協力 - テレビ朝日ミュージック
- 企画協力 - 齋藤幸夫
- 題字 - ボラーレ
- アシスタントプロデューサー
  - テレビ朝日 - 西口なおみ → 小久保聡 → 吉川大祐 → 不在
  - シンエイ動画 - 魁生聡 → 大金修一（第248回 - ）
- 番組デスク - 港亜弥子（テレビ朝日） → 不在
- 宣伝 - 豊島晶子（テレビ朝日）→ 不在
- 広報 - 小出わかな → 長畑洋太 → 加藤二奈 → 不在 → 塚崎旬子 → 大川希（テレビ朝日）
- プロデューサー
  - テレビ朝日 - 中嶋豪 → 西口なおみ・福吉健 → 梶淳 → 今川朋美
  - ADK - 松下洋子 → 杉澤義文
  - シンエイ動画 - 増子相二郎 → 魁生聡
- チーフプロデューサー - 増子相二郎（第51回 - ）
- 助監督 - 長濱博史（第1回 - 第4回）
- 監督 - 大地丙太郎（第1回 - 第4回） → やすみ哲夫（第9回 - ）
- 音響制作デスク - 加藤知美（第1回 - 第135回）→中村友子（第136回 - 第198回）→原田絢子（第199回 - 第219回）
- ミキサー - 大城久典（第1回 - 第143回、第201回 - ）→内山敬章（第144回 - 第154回）→田口信孝（第155回 - 第200回）
- アシスタントミキサー - 金子俊也（第1回 - 第135回）→福島佳世子（第136回 - 第163回）
- 音響効果 - 新井秀徳
- 脚本協力 - 小野めぐみ（第15回 - ）
- 文芸 - 岡部優子（第1回 - 第18回）
- 制作デスク - 別紙直樹 → 大金修一 → 荒木元道
- アニメーション制作 - シンエイ動画
- アニメーション制作協力 - オフィス・クニ（第1回 - 第175回）
- 制作 - テレビ朝日、ADK、シンエイ動画

#### 主題歌
日付はすべて関東地区のものである。

##### オープニングテーマ
「さらば」（2002年4月19日（第1回）- 2005年6月25日（第142回））
作詞・作曲：伊藤俊吾 / 編曲・歌：キンモクセイ(BMG JAPAN)
シングル盤は期間限定生産。
映像は立花一家の4人がそれぞれの帰路につくアニメーション。
「さらば」（映画第1作オープニング・2004年10月16日のSP）
作詞・作曲：伊藤俊吾 / 編曲：相良まさえ / 歌：母（渡辺久美子）＆みかん（折笠富美子）
上記オープニング曲のアレンジカバー版。父（緒方賢一）・ユズヒコ（阪口大助）もコーラスで参加している。こちらはCD発売はされていない。
「あたしンちの唄」（2005年7月2日（第143回）- 2008年12月20日（第297回））
作詞・作曲：浜崎貴司 / 編曲：ヲノサトル / 歌：小泉今日子（ビクターエンタテインメント）
映像は立花一家の日常風景を映した後、一家がサイクリングを楽しんでいる様子が描かれるというもの。2006年4月8日（第175回）以降はハイビジョン放送開始に伴いアスペクト比16:9で表示される。
2005年8月27日放送分までは歌手名が「あたし仮面（仮）」と記され正体が隠されていた。CD発売は「K25 小泉今日子 ALL TIME BEST」のボーナストラックとして収録されている。
「プロリンサイズ♪」（2009年1月17日（第298回）- 2009年9月19日（第330回（最終回））
作詞・作曲：pal@pop / 振り付け：大久保裕美 / 歌：森三中（よしもとアール・アンド・シー）
立花家のうちの一人が歌に合わせてエクササイズを行うもの。冒頭でみかんが母・父に「プロリンサイズ♪」で体の気になる部位を鍛えるよう促すシーン（みかん・ユズヒコは自主的に行う）が挿入される。
放送開始日は歌手名テロップに「???」と表示され、歌唱者をその日のエンディングで明かした。
約1か月毎に鍛える部位が変更された（歌詞とアニメーション・エクササイズを行うキャラクターが変わる）。第298～303回は母が1番、第304～307回は父が2番、第308～311回はみかんが3番、第312～314回はユズヒコが4番、第315～319回はみかんが5番、第320回以降はランダムとなった。
このオープニングから提供画面ではオリジナルのアニメーションが廃止され本編の映像が流されるようになった。
3月14日以降はエンディングでも使用されるようになった（後述）。
2009年6月10日、シングル盤を発売した。シングル盤にはDVDが付属されている。

##### エンディングテーマ
「来て来てあたしンち」（2002年4月19日（第1回）- 2005年11月26日（第161回）・2009年9月5日（第328回））
作詞：大地丙太郎 / 作曲：エルガー（『威風堂々』より第一番の中間部の旋律） / 編曲：武藤星児 / 歌：平山あや
映像は実写の背景に、立花一家が行進するアニメーションを合成したもの。第190回ではバスツアーのカラオケで水島が歌っていた。
「来て来てあたしンち」および次期エンディング「LET'S GO!あたしンち」のハイビジョン制作移行前の映像構成は、上画面をアニメーションに当て、残りの画面が黒画面（クレジットや歌詞テロップを表示）というものだった。『新あたしンち』エンディング映像も（画面サイズを16:9にした上で）この構成を踏襲している。
「Let's Go! あたしンち」（2005年12月3日（第162回）- 2007年7月14日（第232回）・2009年9月12日（第329回））
作詞：けらえいこ、井手コウジ / 作曲：井手コウジ / 編曲：鎌田雅人 / 歌：ザ・タチバナーズ（渡辺久美子、折笠富美子、阪口大助、緒方賢一）
基本的には1番（母が歌うパート）が流れるが、期間によっては他のパートが流れることもあり、第169～173回は2番（みかんが歌うパート）、第228～232話は3番（ユズヒコが歌うパート）が使われた（1番のの映像は全編新規作成、2番と3番はAメロ～Bメロの部分が過去の放送話の各キャラクターをメインとしたシーンが流用されている）。4番（父が歌うパート）はオンエア版では使われたが、レンタルDVD版では1番に差し替えられている。ハイビジョン制作移行前の映像構成は「来て来てあたしンち」と同じものだったが、ハイビジョン制作を開始した第175回以降は全画面アニメーション映像に変更された。第2期ではオープニングとして使用。
「ほっとっとっとな まいにち」（2007年7月21日（第233回）- 2009年2月28日（第304回））
作詞：里乃塚玲央 / 作曲・編曲：川嶋可能 / 歌：キグルミチコ（レナ（キグルミ）、清水ミチコ）
映像は立花一家が曲に合わせて踊るもの。
「プロリンサイズ♪」（2009年3月14日（第305回）- 2009年8月29日（第327回））
作詞・作曲：pal@pop / 振り付け：大久保裕美 / 歌：森三中（よしもとアール・アンド・シー）
今までの復習として放送しており、約1カ月毎に鍛える部位が変わる（歌詞が変わる）。レンタルDVD、CSテレ朝チャンネルでは「ほっとっとっとな まいにち」に差し替えられている。しかし千葉テレビで放送された際はそのまま放送された。
2009年4月25日-5月16日は「みんなのプロリンサイズ♪」として、視聴者から投稿されたビデオを紹介した。
「さらば」（2009年9月19日（第330回（最終回）））
アニメ最終回にエンディングとして使用された。当時のオープニング映像をそのまま使用。レンタルDVDでは「ほっとっとっとなまいにち」に差し替えられている。
「あたしンち」（期間限定）
作詞・作曲・編曲・歌：矢野顕子
劇場版『映画 あたしンち』主題歌。上映開始初期に宣伝を兼ねてエンディング曲になったが、後期頃になると「来て来てあたしンち」に戻り、ビデオ・DVDでも同曲に差し替えられている。しかし、BS朝日の放送では差し替えずにそのまま放送された。

##### 挿入歌
「カラオケ天国」
作詞：西脇唯 / 作曲・編曲：HULK / 歌：みかん（折笠富美子）
初代エンディングテーマ「来て来てあたしンち」のCDのカップリング曲。キャラクターが喫茶店にいる場面のBGMや、パチンコ店やテレビの音楽として流れる。劇中でみかんが歌うシーンもある。
「情熱の赤いバラ」
作詞：けらえいこ / 作曲：増田俊郎 / 編曲：長尾ゆうたろう / 歌：母（渡辺久美子）
劇中では母がアカペラや鼻歌で歌う曲としてお馴染み。CD化されるより相当前からJASRACに登録されていた。「Let's Go! あたしンち」のカップリングとして収録された。また最初の部分のみだが、情熱の赤いバラは、『ミュータント タートルズ』（2003年版）の次回予告でミケランジェロが歌っていたことがある。第175回のおまけコーナーでは、カラオケのイメージ映像風に乗せて1番がワンコーラスで流された。第190回ではバスツアーのカラオケで母が歌おうとしていたが、他の客に先を越されてしまった。第1期232話「イケてる日、イケてない日」および第2期39話「短過ぎるお正月」ではみかんが歌っていた。また、第1期287話「父、ニンニク大王っ」では風邪をひいた父に大量のニンニクを調理させられた際あまりの臭いに耐え兼ねた母が心の叫びを乗せた替え歌バージョンで歌っている。

#### 各話リスト
サブタイトルには、全てではないが語尾に「っ」が使われることが多い。サブタイトルコールは原則行われるが、「おしおきします! 万屋エンジェルスっ」（2007年12月1日放送）など一部の回はサブタイトルコールがない。

#### おまけ
テレビアニメでは、A・Bパート直後やエンディング前後（まれにオープニング直前）におまけのショートコントが挿入される場合がある。イアン・ソープや野原しんのすけ、小泉今日子、普段は予告アナウンサー役でナレーションをしている萩野志保子もこのコーナーに登場した。肖像権等の都合上、DVDやBS朝日、テレ朝チャンネル等での再放送では一部のコーナーはカットされている。一部の以下に代表的なものを列挙する。
みかんラジオ（2002年5月24日（第6回））
視聴者からの投稿で寄せられた珍妙な手作り弁当を、みかんがラジオ番組風に紹介していく。
マザータチバナ
母扮するマザータチバナという占い師が人々の相談に対し水晶で占う（ただし、実際の相談ではなく架空のもの）。占いは赤・青・黄のカード三枚のいずれかを選択することによって行われる。しかし、占いの結果は決してあてにならず、例として「中吉」「水着のみかん（雀の涙ほどの幸福）」「自分の道は自分で切り開け（白紙だった場合）」という結果がある。路上での出だしは有名人からの名言を載せていたが「嘘です」「ていうか誰？」とこぼす。
タチバナ超科学研究所
タチバナ超科学研究所という母の顔の形をした怪しげな研究所で、博士の母と助手のみかんが、視聴者から寄せられた写真を紹介する。主に、あたしンちのキャラクターに似ているものの写真や、あるいは似せたものの写真を扱う。
ヒップホップシェイク
尻文字クイズ。母が軽快なBGMに乗せ、お尻で字を書く。それを視聴者が、尻で何を書いたか当てる。
影絵クイズ
立花一家の誰か（主に母）が影絵になり、正体を問うものだが、答えはいつも意表を突くものである。「父とユズヒコがみかんを捕らえ、怪しげな取引をしているところを母の影絵が障子越しに現れ、その正体は何か」というパターンや、「江戸時代を舞台に立花一家が不審者主に母」）を追いかけ、追いつめたところで不審者の影絵が現れその正体は何か」という2つのパターンがある。
伊賀忍者・タチバナ一族
モザイククイズ。立花一家が忍者に扮し、それぞれ赤羽（みかん）、上野（母）、品川（父）、池袋（ユズヒコ）と名乗る。モザイクで隠されているものを三択形式で問う。
お母さん川柳
母の日を記念して、2002年から2005年まで、5月に実施していた。一般公募のもので、視聴者から寄せられた母を題にした川柳を立花一家が読み上げる。
もしも!?
「もしも○○（キャラ名）が××（ものの名前）だったら」ということで、あたしンちのキャラクターがいろいろなものに擬物化される。
あたしンち昔話
いろいろな昔話があたしンち風にコミカルにアレンジされる。
あたしンち的時代劇と西部劇
武士あるいはガンマンの父とユズヒコが誘拐されたみかんを救出する話。オチは必ず母になっている。
あなたの街に母が来る!
実写映像。着ぐるみの母が日本中の街を闊歩する。あたしンちの脚本も手がけている脚本家大野木寛の自宅を訪問したり、テレビ朝日本社アトリウム内のザ・ショップテレビ朝日の一日店長を務めた。また、2007年10月からは昼食時に母が訪問し、その様子を見学したり、昼食の中身を観察する企画「お昼ごはんなぁ〜に?」を行った。
オトーサンロボ3号
鉄人28号のパロディ。あたしンシティに現れた怪獣とタチバナ少年（母）が操るオトーサンロボ（父）が戦う物語。
タチバナクッキングスタジアム
2006年4月22日（第177回）に開始。料理人マンマ・タチバナが、質素で簡単な料理レシピを紹介する。第190回ではユズヒコ、第191回ではみかん（『みかん・ザ・ビギニング』名義）、第192回では父が紹介した。オープニング前に紹介する料理と用意する材料の予告が流れる。2007年11月30日まで視聴者からのアイデア料理を募集した。基本的にレシピはアニメ形式で紹介されるが、第251・252回は着ぐるみの母がスタジオで実演を交えて解説を行う実写形式が取られた。2008年3月22日に、番組で紹介されたレシピ50点（視聴者からの入賞レシピ含む）をまとめた料理本「あたしンち ドレミソ〜♪クッキング」が発売される。この本は、漫画以外で初めての「あたしンち」関連書籍である。本編でも料理対決として使われた。
オー! 脳! No!
記憶力や計算、国語のクイズ。基本的に、ユズヒコが進行。
お昼ごはんなぁ〜に?
あなたの街に母が来る!の欄に記載。
はじめのさいしょ
道具や食べ物などのはじめのさいしょ（生まれたきっかけ）をタチバナ家の誰か一人が紹介する。このコーナーでのタチバナ家は昭和時代風の一軒家に住んでいる。Aパートの話の終了後に開始して、CMをはさみ、Bパートの話の開始前に紹介し、終了後にBパートの話が開始される。
マナータチバナのマナー講座
講師のマナータチバナがマナーに関するクイズを出題する。
マンマタチバナ・クッキングスタジアム日本食十番勝負
タチバナクッキングスタジアムのリニューアル版。
マンマ・タチバナの美麗にクッキング 〜ヘルシー&ビューティーレシピ〜
タチバナクッキングスタジアムのリニューアル版であり、質素で簡単でヘルシーでビューティーな料理を紹介する。タチバナクッキングスタジアムとはスタジオが違う。
大久保裕美先生の「プロリンサイズ♪」ワンポイントアドバイス
実写映像。「プロリンサイズ♪」の部位の注意点などを紹介するコーナー。エンディングの復習前に鍛える部位が変わる時期に放送する。
ビックマザー号
町に現れたゴミでできた海獣をビックマザー（母）が掃除機で吸い取る物語。
このおまけだけアニメ本に収録されている。
早口戦士タチバナン
早口戦士タチバナン（母）が早口で悪者（みかんとユズ）と戦う。

### 第2期
2015年10月6日 - 2016年4月5日に、「新あたしンち」のタイトルでアニマックスにて放送された。前作とは異なり、7分エピソードの3本立て構成となりおまけが廃止された。監督は小倉宏文が担当し、一部の回は原作者のけらえいこによるオリジナル脚本で制作された。
2020年12月4日よりBS朝日『アニメA』枠にて金曜日23時から1時間枠（2回分連続）で放送を開始したが、2021年1月1日は30分枠(1回分)、1月8日以降は20分枠となり、各回の3話目と次回予告をカットした形での放送となっている。なお2020年12月25日と2021年1月1日は放送回を入れ替えて放送された。2021年3月26日を以て打ち切りとなったが、それ以降も番組編成に空きが生じた場合に不定期で放送されている。

#### スタッフ（第2期）
- 原作 - けらえいこ（KADOKAWA刊）
- シリーズ構成 - 上田信治
- 企画 - 山田俊秀、北井敦朗、高木智悌、堤直之、佐々木朗
- キャラクターデザイン・総作画監督 - 大武正枝
- 美術監督 - 氣賀澤佐知子
- 色彩設計 - 山﨑大輔
- 撮影監督 - 牧野真人
- 編集 - 中葉由美子、藤本理子
- 音響監督 - 大熊昭
- 音楽 - 多田彰文、中村博
- 題字 - ボラーレ
- プロデューサー - 荒木元道、大矢篤志、成毛克憲
- 監督 - 小倉宏文
- 音楽プロデューサー - 齋藤裕二、鈴木啓之
- 音楽制作 - イマジン
- 音響効果 - 新井秀徳
- 制作協力 - 齋藤幸夫、吉田雅尋
- 制作デスク - 中島進
- 監督助手 - 志賀翔子
- アニメーション制作 - シンエイ動画
- 制作 - シンエイ動画、ADK

#### 主題歌（第2期）
オープニングテーマ「LET‘S GO! あたしンち」（日本コロムビア）
作詞：けらえいこ、井手コウジ / 作曲：井手コウジ / 編曲：鎌田雅人 / 歌：ザ・タチバナーズ（渡辺久美子、折笠富美子、阪口大助、緒方賢一）
1番を使用。第1期使用版とは異なりイントロおよびアウトロが追加されているほか、キャラクターの合いの手が加えられている。
エンディングテーマ「ろっか・ばい・まい・べいびい」（ベルウッドレコード／キングレコード）
作詞・作曲・編曲・歌 - 細野晴臣
1973年のアルバム『HOSONO HOUSE』からの流用。『あたしンち』キャラクターが描かれたイラストが右から左にスクロールされ、最後に立花一家が映し出される。

#### 各話リスト（第2期）
第1期で使用されていた、語尾に「っ」を付けたサブタイトルが存在しない。

### 第3期
テレビアニメを期間限定で無料配信しているYouTubeあたしンち公式チャンネルが登録者100万人を達成した事をきっかけに2024年1月、YouTube等での配信アニメとして新作の制作が決定したことが発表されていた。2024年5月16日には「あたしンちNEXT」のタイトルで配信されることが発表され、同年6月5日から10月5日までの毎月5日の18時に配信された。30分枠で放送していた1期、2期とは異なり約10分の1本立て構成となる。2期同様おまけが存在しない。
スタッフ面では総監督としてやすみ哲夫、アニメーションプロデューサーとして増子相二郎が第1期以来に復帰。BGMは第1期と第2期の両方が使われている。ムービーコミック同様、シンエイ動画による製作となる。

#### 配信サイト
| 配信開始日   | 配信時間          | 配信サイト | 備考 |
| ------------ | ----------------- | ---------- | ---- |
| 2024年6月5日 | 毎月5日 18:00配信 | YouTube    |      |
|              | 毎月5日 18:30配信 | ABEMA      |      |

#### スタッフ（第3期）
- 原作 - けらえいこ（朝日新聞出版刊）
- 企画 - 梅澤道彦
- シリーズ構成 - 上田信治
- 脚本 - 田嶋久子
- キャラクターデザイン - 大武正枝
- 色彩設計 - 山﨑大輔
- 美術監督 - 河野次郎
- 音響監督 - 大熊昭
- 音楽 - W.m.W、桜庭銃、相良まさえ、多田彰文、中村博
- 撮影監督 - 梶原義大
- 編集 - 中葉由美子
- エクゼクティブプロデューサー - 林郁美
- プロデューサー - 山崎香利
- 総監督 - やすみ哲夫
- 監督 - のなかかずみ
- 音響効果 - 庄司雅弘
- アニメーションプロデューサー - 増子相二郎
- 制作デスク - 篠田宇俊
- アニメーション制作・製作 - シンエイ動画

#### 主題歌
「さらば〜Anniversary version〜」
作詞・作曲：伊藤俊吾 / 編曲・歌：キンモクセイ(BMG JAPAN)
1期で使用されていた主題歌のセルフカバー。オープニング、エンディング共に使用されるが、オープニングではイントロおよびアウトロのみ、エンディングはイントロ→Aメロ→Bメロ→アウトロの順に使用されている。

## 映画
映画は2作とも東映が配給・制作、テレビ朝日、シンエイ動画、メディアファクトリー、ADKが制作に関わる。

### 映画第1作
2003年12月6日に、テレビ朝日開局45周年記念として、母とみかんの入れ替わりを描いたアニメ映画『映画 あたしンち』が公開された。上映時間は95分。監督はやすみ哲夫。脚本は両沢和幸・高橋ナツコ。主題歌は矢野顕子。東映・テレビ朝日・シンエイ動画提携作品及びテレビ朝日開局45周年記念作品でもある。初期段階のタイトルは『お正月映画 あたしンち』だった。
キャッチコピーは初期段階では「祝 ‘母’スクリーンデビュー♪ この冬タチバナ家になにかがおこる!」で公開間近では「えーっ 母とみかんが入れかわった!? どーなる? どーする?」。
テレビ放送開始前からテレビ朝日と東映との間で映画の企画は水面下で進められており、公開前にいずれも両社は「家族みんなで楽しめる作品として、国民的アニメとして、10年20年続くシリーズにしたい」と語り、第2の「ドラえもん」となるべく目標興行収入を30億円と掲げた。主人公の着ぐるみ10体が全国各地の個人的イベントなど出張要請のあった場所を訪れるという異例のキャンペーンを打ったものの、最終的に興行収入は9億円と目標を下回り、シリーズ化はならなかった。
テレビでは2005年4月2日（土曜日）19:00 - 20:54（JST）にテレビ朝日系列で地上波初放送されて、2007年7月7日深夜（7月8日未明）にもテレビ朝日のみで再放送された。本編のDVDは2004年4月25日発売。
海外では、台湾で2007年2月9日から上映され、香港でも2008年1月17日から上映、公開2週目にチケット売り上げ1位を記録した。

#### ストーリー（映画第1作）
ある嵐の日、母とみかんは雷に打たれたショックでお互いの体が入れ替わってしまった。何とか元に戻ろうとするが、何度やってもうまくいかない。そこで二人は元に戻るまで、それぞれ本人のフリをしようとするが、二人ともハプニングの連続で中々うまくいかない。そんなある日、修学旅行に行くと聞いたみかんは一番の親友・しみちゃんに訳を話すとしみちゃんは少しも疑わずその話を聞き入れ、みかんと母を修学旅行に連れて行くことにした。みかんと母は修学旅行先で鳩と入れ替わった男性・田中と出会う。田中を立花家に迎え入れ、彼らはなんとか元に戻るよう計画を立てる。

#### スタッフ（映画第1作）
- 原作 - けらえいこ
- 脚本 - 両沢和幸、高橋ナツコ
- 制作統括 - 早河洋、楠部三吉郎
- 製作 - 木村純一、加藤良雄、長谷川貞雄
- 企画 - 遠藤茂行、福吉健
- プロデューサー - 西口なおみ、増子相二郎、斎藤幸夫、魁生聡
- 監督 - やすみ哲夫
- 絵コンテ - やすみ哲夫、牛草健
- 演出 - 牛草健
- 作画監督 - 大武正枝
- 美術監督 - 沢登由香
- 撮影監督 - 箭内光一
- 編集 - 小島俊彦
- 録音監督 - 大熊昭
- 音楽 - 相良まさえ
- 色彩設定 - 野中幸子
- 色指定 - 下浦亜弓
- 背景 - スタジオユニ
- CGI - つつみのりゆき
- 音響制作 - AUDIO PLANNING U
- 効果 - 西村睦弘
- レコーディングスタジオ - APU MEGURO STUDIO
- 音楽協力 - Epic Records、テレビ朝日ミュージック
- 編集 - 岡安プロモーション
- 原作協力 - メディアファクトリー
- 製作 - 「あたしンち」製作委員会（テレビ朝日、シンエイ動画、東映、メディアファクトリー、ADK）
- 配給 - 東映

#### 主題歌（映画第1作）
- 「あたしンち」矢野顕子

### 映画第2作
映画第2弾で3D映画として『劇場版3D あたしンち 情熱のちょ〜超能力♪ 母大暴走!』（げきじょうばんすりーでぃーあたしんちじょうねつのちょーちょうのうりょくははだいぼうそう）が2010年11月13日に公開された。上映時間は43分。シンエイ動画初の3D映画。監督は長編映画初監督作品となる髙橋渉。脚本は大野木寛。主題歌は矢沢洋子が担当。なお、前作及びテレビシリーズにて監督を担当したやすみ哲夫は監修を担当する。
キャッチコピーは「発表します!母が、超能力を使えるようになりました!!」。

#### エピソード
- 入場者特典として全国限定5万人にオリジナルガーゼタオルをプレゼント。また映画公開記念と特別企画『SHIN-MEN』を記念して『クレヨンしんちゃん』2010年11月12日放送回で母がゲスト出演している。3D映像による予告編映像が3Dテレビ『3Dビエラ』の購入者特典としてネット配信され、ソフトバンクモバイルのスマートフォン『SoftBank 003SH』『SoftBank 005SH』にプリインストールされている。
- 全国89スクリーンという小規模公開ながら小学生の親子連れが8割を占める人気で、2010年11月13・14日の初日2日間で興収2212万6300円、動員は2万4853人になり映画観客動員ランキング（興行通信社調べ）で初登場第9位となった[83]。
- 海外でも上映され、台湾では2011年1月21日から[84]、香港では2011年2月10日から上映された[85]。
- 2010年11月24日放送の『シルシルミシル』によればノリで3D映画化にしたものの、2Dから3Dへの変換は1分で100万円かかるため43分が限界で、このような上映時間になったという。変換を担当したのはキュー・テックとグラフィニカ。
- 2D版・サイドバイサイド3D版・Blu-ray 3D版の3タイプを収録したBlu-ray Disc（BDMV）版および2D映像のDVDビデオ版が2011年6月22日発売・DVDレンタル版も同日開始予定として公式サイトで告知されていた[86]が、“諸般の事情”を理由に発売時期を未定と発表[87]し、11カ月後の2012年5月23日発売[88]と大幅に延期となった。劇中でタチバナ家の自宅マンションがあることで全壊してしまうシーンがあり、それが東日本大震災を連想させることへの配慮と察せられる。

#### ストーリー（映画第2作）
母がいつものように買い物へ出かけていると突如雷が母に直撃した。しかし変化なく焦げた姿のまま家に帰ると雷が直撃したせいで超能力が使えるようになった。母は超能力を家族や友人に見せ合い、時にはコスプレをして人々助けるということに超能力を使い放題していた。しかし、母の帰りが遅くなることが気になるみかんが遂に怒り、父、ユズにも違和感を感じる。母はみかんの態度に頭に来たのか、超能力でみかんを吹き飛ばしてしまう。母は、ショックを受け、超能力で家をめちゃくちゃにし、さらにはマンションまでも倒壊する間近になってしまった。

#### スタッフ（映画第2作）
- 原作 - けらえいこ
- 企画 - 平城隆司、加藤良雄
- 監督・絵コンテ - 髙橋渉
- 監修 - やすみ哲夫
- 脚本 - 大野木寛
- S3D監督 - 三田邦彦
- 作画監督 - 大武正枝
- 美術監督 - 天水勝
- 色彩設計 - 野中幸子
- 動画 - じゃんぐるじむ
- セル検査 - 山崎大輔
- 仕上 - ライトフット
- 背景 - スタジオユニ
- 音楽 - 相良まさえ
- 音響監督 - 大熊昭
- 編集 - 小島俊彦
- 編集助手 - 中葉由美子
- 音響制作 - AUDIO PLANNING U
- 録音スタジオ - APU MEGURO STUDIO
- 効果 - 庄司雅弘、風間結花
- 制作デスク - 永田雄一（シンエイ動画）
- エグゼクティブプロデューサー - 北井敦朗
- プロデューサー - 魁生聡、齋藤幸夫、今川朋美、杉澤義文
- 宣伝プロデューサー - 西口なおみ
- 製作 - 「劇場版3D あたしンち」製作委員会（シンエイ動画、メディアファクトリー、テレビ朝日、ADK）
- 配給 - 東映

#### 主題歌（映画第2作）
- 矢沢洋子「SUGAR!SUGAR!!SUGAR!!!」
  - 矢沢洋子自身原作が大好きで、長女の視点で詩を書き下ろした。ゲスト声優としても出演。